# بيت عبدول (النادرة)

تعديل مصدري - تعديل

بيت عبدول محلة تابعة لقرية المشهوث، التابعة لعزلة العارضة بمديرية النادرة إحدى مديريات محافظة إب في الجمهورية اليمنية، بلغ تعداد سكانها 26 حسب تعداد اليمن لعام 2004.